# Anastrepha antunesi
Anastrepha antunesi
 es una especie de insecto díptero que Lima describió científicamente por primera vez en 1938. Esta especie pertenece al género Anastrepha de la familia Tephritidae.  